# Marcel Rau
Marcel Jules Victor Marie Rau (Brussel, 20 maart 1886 - Elsene, 29 juni 1966) was een Belgisch beeldhouwer, medailleur en muntontwerper.

## Levensloop

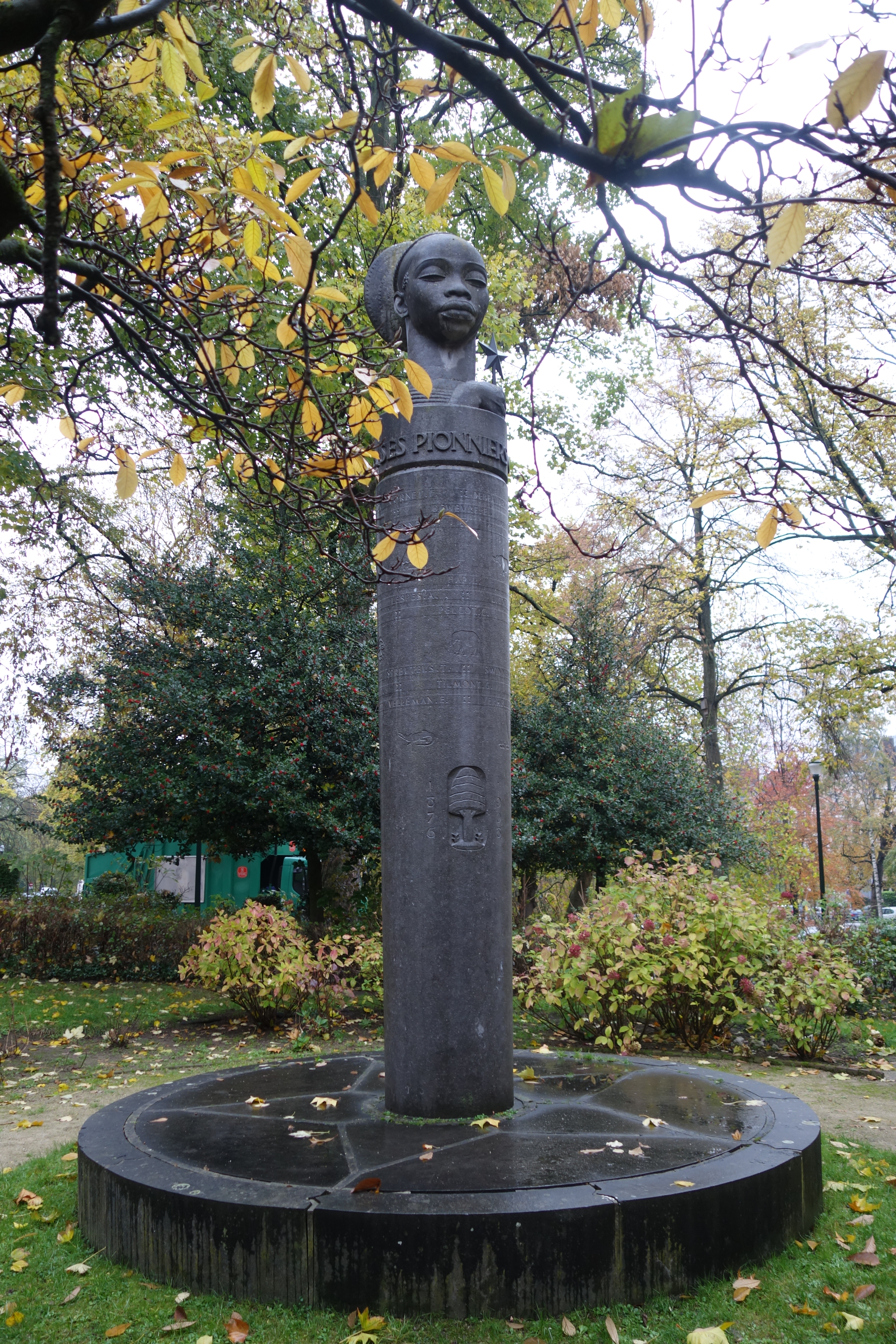
Koloniaal monument te Elsene (1934)

Hij was de zoon van architect Jules Rau en het petekind van Victor Horta, die na zijn stage bij Rau bevriend met hem was gebleven. Marcel Rau voltooide het middelbaar onderwijs in zijn geboortestad en werd stagiair bij zijn vader. Hij voelde zich eerder aangetrokken tot de beeldhouwkunst. Vanaf 1903 volgde hij les aan de Koninklijke Academie voor Schone Kunsten van Brussel, eerst in de architectuur maar vanaf 1905 in de beeldhouwkunst en hij kreeg er les van onder meer Paul Du Bois en Charles Van der Stappen. Tegelijk volgde hij de lessen tekenen bij Jean Delville.
In 1909 won Rau de Belgische Prix de Rome voor Beeldhouwkunst met het werk Orfeus. Met de reisbeurs die hij hiermee won, verbleef hij gedurende twee jaar in Italië waar hij het werk van Donatello bestudeerde. Vervolgens bezocht hij nog de steden Wenen, München, Berlijn en Dresden. In 1915 werd Marcel Rau benoemd tot inspecteur sierkunsten en architectuur in het kunstonderwijs, een functie die hij uitoefende tot aan zijn pensioen.
In 1945 werd Rau lid van de Académie royale de Belgique. Hij overleed op 80-jarige leeftijd in zijn woonplaats Elsene.

## Rau als beeldhouwer

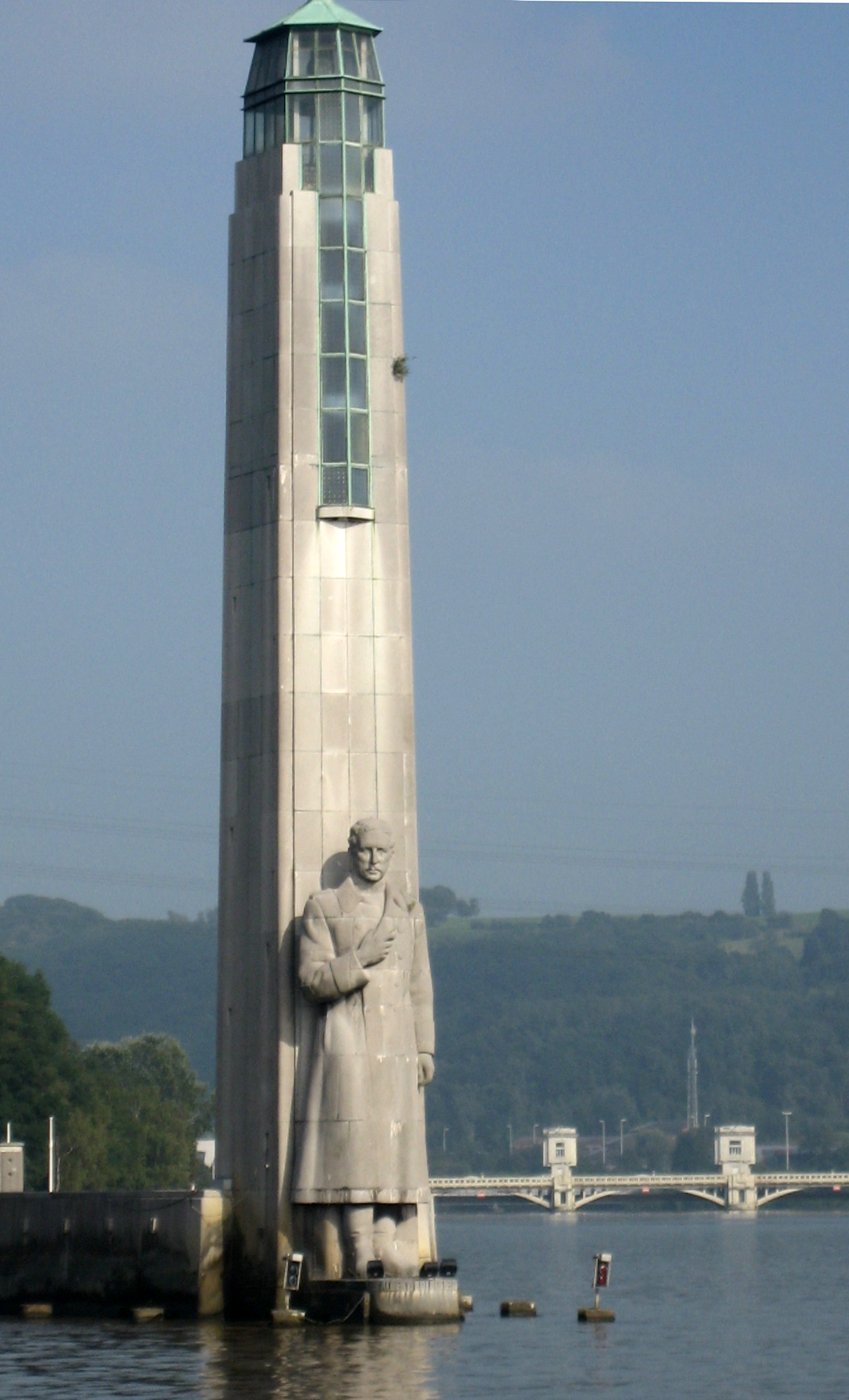
Standbeeld van Koning Albert I te Luik (1938-1939)

Na de Eerste Wereldoorlog beeldhouwde Rau in eerste instantie oorlogsmonumenten in zeven Belgische steden. Hij raakte bevriend met Henry Van de Velde en verdedigde diens theorieën. Met de steun van minister van Schone Kunsten en Onderwijs Camille Huysmans zorgde Rau als inspecteur ervoor dat Van de Veldes principes vanaf 1925 ruimschoots aan bod kwamen in het kunstonderwijs. Het was Rau die het terrein van de Abdij Ter Kameren voorstelde als ligging voor de door Van de Velde opgerichte École nationale supérieure des arts visuels.
Rau exposeerde zowel op de Wereldtentoonstelling van 1925 te Parijs met de groep Moederlijke gelukzaligheid I , op de Wereldtentoonstelling van 1935 te Brussel met het beeld De rozenkrans en op Expo 58 met het beeld De baadster. Op het Salon van Parijs van 1929 werd hij bekroond met het werk Moederlijke gelukzaligheid II de salonmedaille. 
Voor de Université libre de Bruxelles verzorgde hij tussen 1926 en 1928 de geveldecoratie van het hoofdgebouw. Vanaf 1932 deed hij dit eveneens voor het stadhuis van Charleroi dat tussen 1936 en 1938 een vervolg kreeg met de binnenzijde van het gebouw. In 1949 en 1950 realiseerde hij in samenwerking met architect Marcel Van Goethem de geveldecoratie, in de vorm van 56 medaillons die allerlei gildeberoepen uitbeelden, aangevuld met aluminium figuren boven de ingangen van de hoofdzetel van de Nationale Bank van België aan de de Berlaimontlaan. Voor het Dynastiepaleis op de Kunstberg vervaardigde hij de bronzen deur in 1954, gevolgd door een ingangspyloon voor Expo 58 (1957) en twee beelden voor de ingang van een paviljoen van de Koninklijke Musea voor Kunst en Geschiedenis in het Brusselse Jubelpark (1959).
In 1934 vervaardigde Rau het monument Elsene aan haar koloniale pioniers in het park van de Ter Kamerenabdij. Op de talrijke Brusselse begraafplaatsen, vooral die van zijn woonplaats Elsene maar ook te Ukkel en Laken realiseerde hij talrijke beelden op grafmonumenten. Voor de Exposition internationale de la technique de l'eau de 1939 te Luik realiseerde hij op het meest zuidelijke punt van het eiland Monsin, waar het Albertkanaal in de Maas uitmondt, het monumentale standbeeld van koning Albert I dat een hoogte heeft van 12,5 meter. Zijn laatste werken waren het monument voor generaal George Patton in Bastenaken (1962) en een standbeeld van minister Adolphe Van Glabbeke dat enkele weken voor zijn dood in 1966 werd ingehuldigd.

## Rau als medailleur en muntontwerper
Vanaf 1927 ging Rau zich eveneens toeleggen op het ontwerp van medailles. Zijn eerste werkstuk was een herdenkingsmedaille ter herdenking van de 50ste verjaardag van het Afrikaans Conservatorium. In 1930 won hij de wedstrijd van de Koninklijke Munt van België voor het ontwerp van een herdenkingsmedaille voor de 100ste verjaardag van de Belgische onafhankelijkheid. Tot aan zijn dood ontwierp hij een honderdtal medailles waaronder deze voor 100 jaar Belgisch parlement in 1931, voor de Wereldtentoonstelling van 1935, voor de Exposition internationale de la technique de l'eau de 1939 te Luik en voor de Expo 58.
Tijdens de regeerperiode van koning Leopold III van België was hij verantwoordelijk voor het ontwerp van alle tijdens die periode uitgegeven muntstukken met de beeltenis van de koning. Zijn bekendste ontwerpen waren deze van het muntstuk van 1 Belgische frank uit 1948, dat in omloop bleef tot 1988 en het halve frankstuk met de beeltenis van het hoofd van een mijnwerker uit 1956, dat in omloop bleef tot in 2001.

## Bekendste werken
Enkele belangrijke verwezenlijkingen van Rau:
- Calvariekruis Christus aan het kruis in het Onze-Lieve-Vrouw van Lourdesdomein te Jette (1915);
- Verscheidene oorlogsmonumenten (Aalst, Oostende, Halle, Vielsalm, Ninove, Elsene, Thimister) (1918-1923);
- Geveldecoratie van het hoofdgebouw van de Université libre de Bruxelles (1926-1928);
- Oorlogsmonument te Jamoigne (1930);
- Decoraties voor het stadhuis van Charleroi (buitenzijde 1932-1934; binnenzijde 1936-1938)
- Koloniale monument te Elsene (1934);
- Standbeeld van Koning Albert I te Luik (1938-1939);
- Geveldecoraties van het hoofdgebouw van de Nationale Bank van België te Brussel (1949-1950);
- Bronzen deur van het Dynastiepaleis op de Brusselse Kunstberg (1954);
- Diverse ontwerpen van munten en medailles, waaronder de bronzen munt van 50 centiem (1956, op basis van een opgelegd ontwerp);
- Ingangspilaar voor Expo 58 (1957);
- Twee beelden voor de ingang van de Koninklijke Musea voor Kunst en Geschiedenis in het Brusselse Jubelpark (1959);
- Bronzen buste van Léon Frédéricq en Louis Lefort in het Paleis der Academiën
- Monument voor generaal George Patton te Bastenaken (1962)
- Diverse grafmonumenten op de begraafplaats van Elsene en andere Brusselse kerkhoven.

## Musea
- Koninklijke Musea voor Schone Kunsten van België te Brussel, Moederlijke gelukzaligheid II
- Museum voor Schone Kunsten te Doornik, Moederlijke gelukzaligheid I
- Museum van Elsene, Moederlijke  gelijkzaligheid I (tweede exemplaar)
- Ook musea in Parijs, Rome en Boedapest (Karakterkop uit 1922) bezitten werk van Rau.

## Galerij

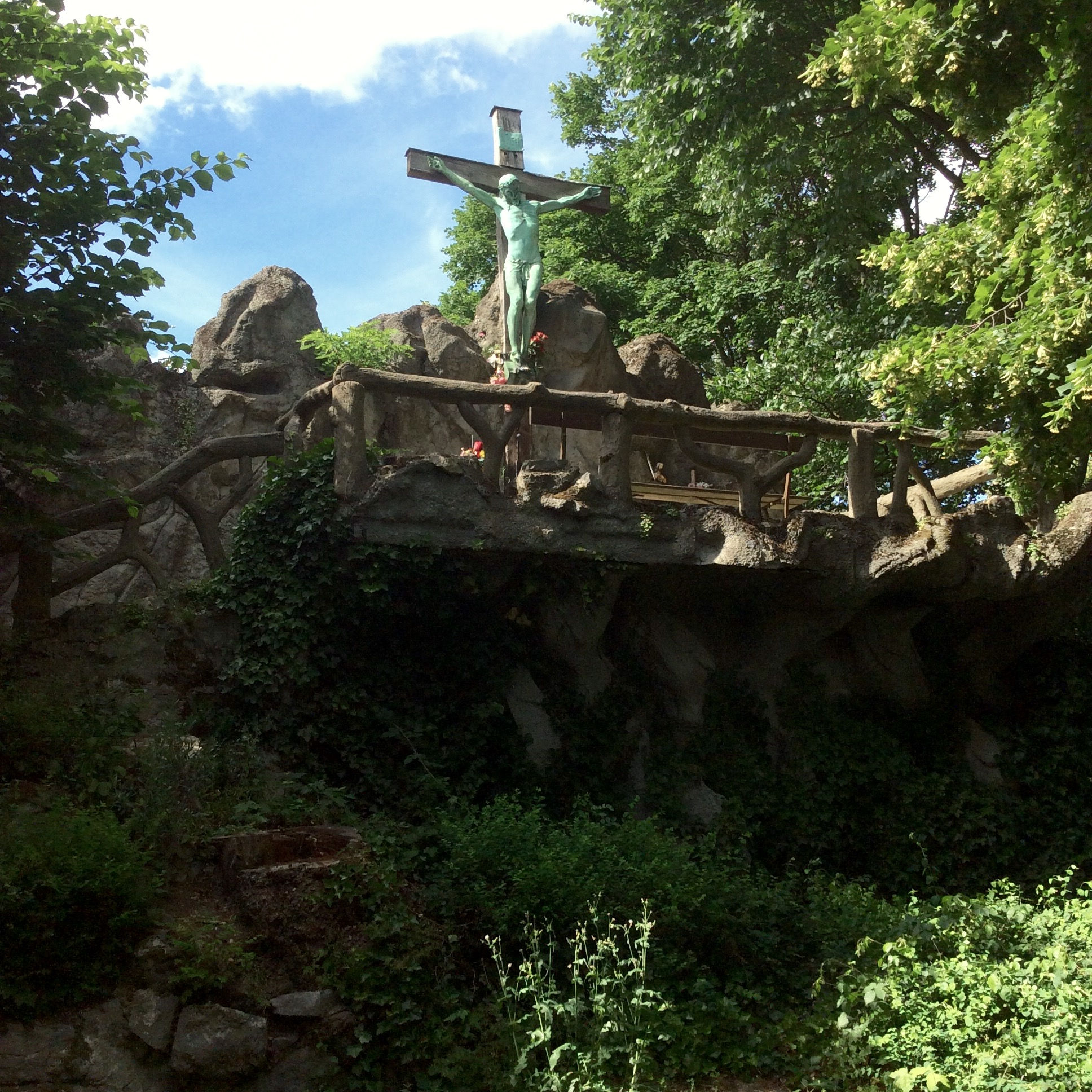
Christus aan het kruis (1915)
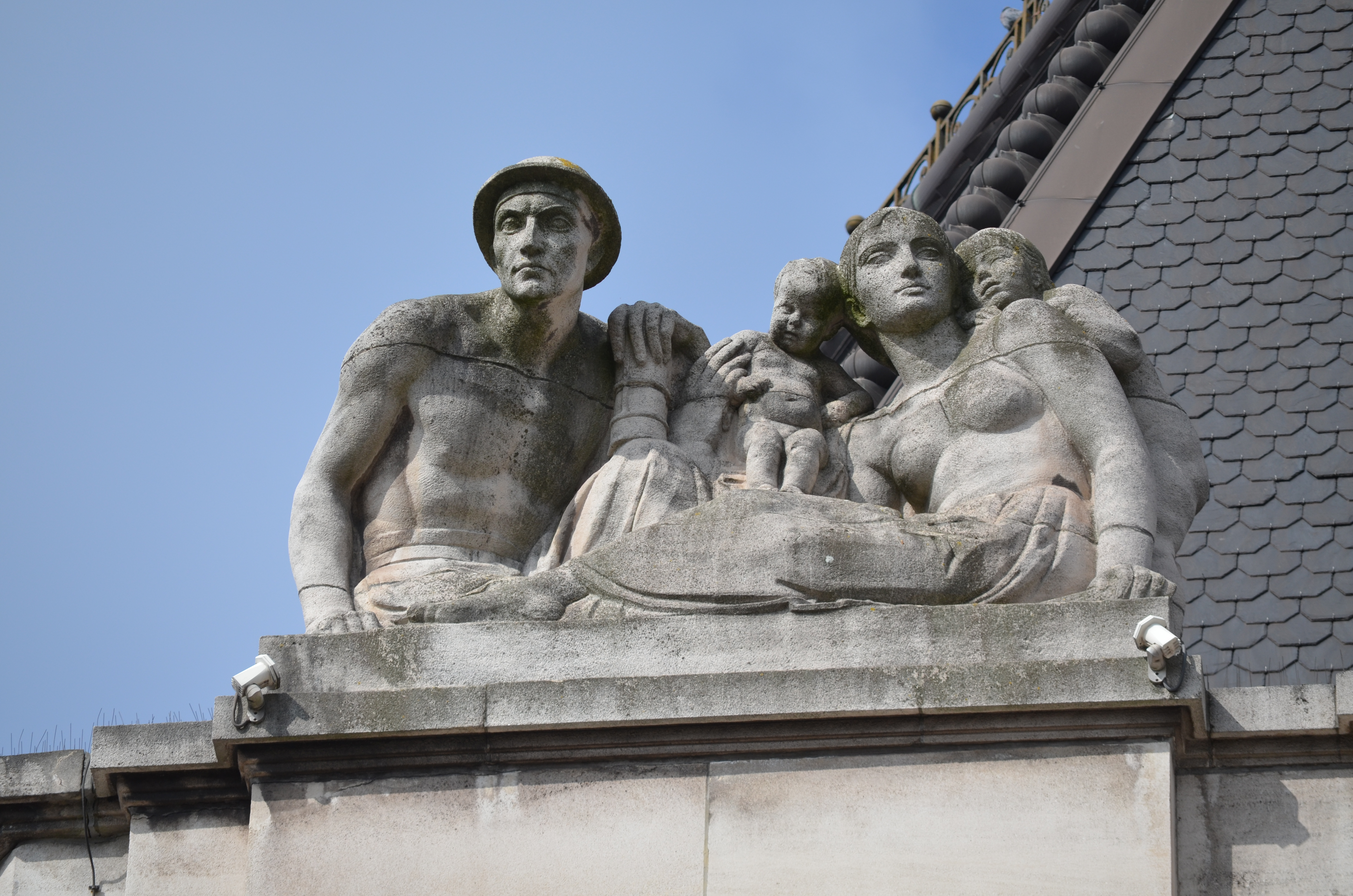
Beeld La famille, Stadhuis van Charleroi (1932)
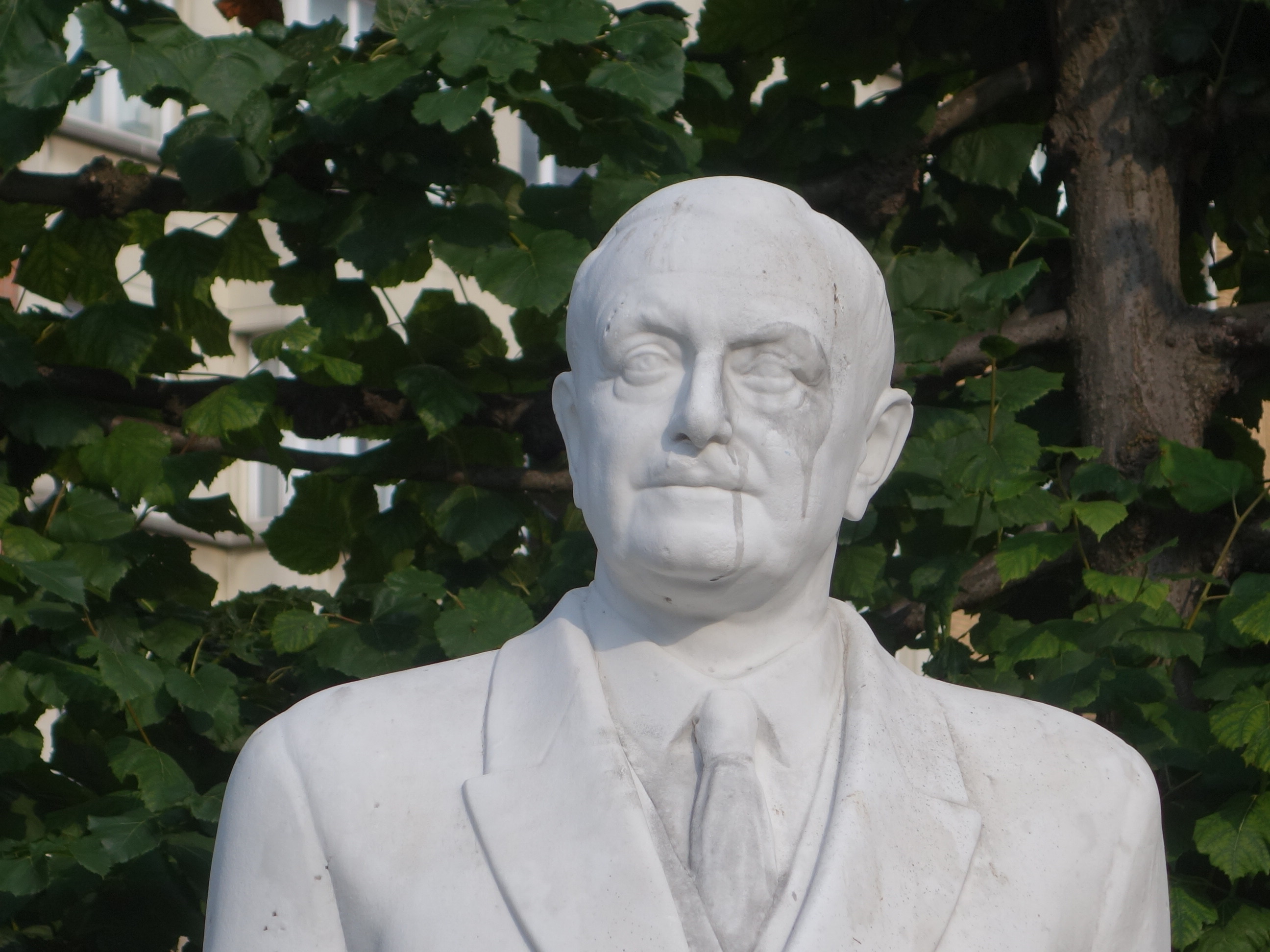
Buste van Albert Devèze (1952)